# Qonto
Qonto est le nom commercial utilisé par la néo-banque française Olinda, destinée aux indépendants et aux PME.

## Présentation
Qonto est un établissement de paiement qui fonctionne sans agence physique. Les fonds confiés sont gérés par la banque Crédit mutuel Arkéa qui est l'établissement de crédit de Qonto. L'entreprise est cofondée par Alexandre Prot, fils de Baudouin Prot, ancien président de BNP Paribas, et Steve Anavi.

## Historique
En janvier 2017, Qonto obtient une levée d'amorçage de 1,6 million d’euros auprès d’Alven Capital, Valar Ventures et de plusieurs business angels.
En juillet 2017, Qonto annonce une seconde levée de fonds de 10 millions d’euros auprès de ses deux principaux investisseurs (Valar Ventures et Alven Capital) et lance son service.
En juillet 2018, Qonto obtient l’agrément d’établissement de paiement auprès de l’Autorité de contrôle prudentiel et de résolution (ACPR) et réalise une levée de fonds de 20 millions d'euros la même année ,.
La néo-banque lance son service en France en juillet 2016 et s'étend en Espagne, en Allemagne et en Italie en 2019.
En janvier 2020, Qonto annonce une levée de fonds de 104 millions d'euros, après un tour de table réalisé auprès des investisseurs historiques de l'entreprise tels qu'Alven et Valar et de nouveaux investisseurs comme le géant chinois Tencent. L'entreprise est alors valorisée à plus de 4 milliards de dollars.
En juillet 2020, Qonto annonce dépasser le cap des 100 000 clients. En une année, et dans le contexte de pandémie de Covid-19, son portefeuille a quasiment doublé.
Après une nouvelle levée de fonds de 486 millions d'euros en janvier 2022, Qonto devient la licorne la plus valorisée de France avec une valorisation estimée de 4,4 milliards d'euros.
En juillet 2022, Qonto réalise sa première acquisition depuis sa création en rachetant son concurrent allemand Penta. Grâce à ce rachat, Qonto va regrouper 300 000 clients et 900 salariés.
En mars 2024, Qonto rachète la fintech française Regate.
Début 2025, Qonto renforce son partenariat avec Infogreffe.

## Limites
Qonto n'est pas un établissement de crédit. Les opérations de banque sont donc limitées : Qonto ne propose pas de produits d'épargne ou de crédit.
En 2020, lors de la crise sanitaire, les clients de Qonto ne peuvent bénéficier du prêt garanti de l'État (PGE). L'octroi de ce crédit nécessite le statut d'établissement de crédit, Qonto ne disposant de l'agrément qu'en tant qu'établissement de paiement.